# Estrela (Fußballspieler)
Valdmiro Tualungo Paulo Lameira (* 22. September 1995 in Luanda), genannt Estrela, ist ein angolanisch-portugiesischer Fußballspieler. Der defensive Mittelfeldakteur steht seit Anfang 2025 beim chinesischen Zweitligisten Suzhou Dongwu FC unter Vertrag.

## Verein

### Jugend
Der in Angola geborene Estrela spielte von 2006 bis 2014 für diverse Jugendmannschaften des portugiesischen Erstligisten Benfica Lissabon. Mit der U-19-Mannschaft, den sogenannten Juniors, nahm er an der UEFA Youth League 2013/14 teil und erreichte mit der Mannschaft das Finale. Im Viertelfinalspiel gegen Manchester City erzielte er ein Tor. Anschließend unterzeichnete er einen Vertrag bis 2020 bei Benfica.

### Wechsel in die USA
Doch schon am 8. Juli 2014 wechselten er und sein Teamkollege Rafael Ramos zu Orlando City in die dritte US-amerikanische Liga, die USL Pro. Er unterzeichnete einen Vertrag für dreieinhalb Jahre. Dieser Transfer resultierte aus einer Partnerschaft zwischen Benfica und der Mannschaft aus Florida. Am Ende der Saison 2014 stellte das USL-Franchise Orlando City den Spielbetrieb ein und ging ab 2015 in der Major League Soccer unter demselben Namen an den Start. Die Partnerschaft mit Benfica wurde mit übernommen und Estrela erhielt einen neuen Vertrag bei dem MLS-Franchise. Sein Debüt in der USL Pro gab er am 23. August 2014 im Spiel gegen die Richmond Kickers. Hier erzielte er auch sein erstes Tor als Profi. Insgesamt war er an fünf Ligaspielen in der Saison beteiligt.

### Rückkehr nach Europa
Im Februar 2015 ging Estrela nach Zypern zum Erstligisten APOEL Nikosia und kam dort bis zum Ende der Spielzeit nur zu einem 20-minütigem Ligaeinsatz am 25. Spieltag gegen AO Agia Napa (3:0). Trotzdem gewann er damit die nationale Meisterschaft. Anschließend spielte er drei Jahre beim portugiesischen Zweitligisten Varzim SC in und die Saison 2019/20 verbrachte er bei Desportivo Aves in der Primeira Liga.

### Abenteuer Ägypten
Nach kurzer Vereinslosigkeit war Estela ab Dezember 2020 acht Monate für Bank El Ahly in der Egyptian Premier League aktiv. Dort kam er auf 17 Ligaeinsätze für den Verein aus der Hauptstadt Kairo und belegte am Saisonende den 14. Tabellenplatz.

### Türkische TFF 1. Lig
Von 2021 bis 2025 spielte der Mittelfeldspieler in der türkischen TFF 1. Lig für die Vereine Erzurumspor FK sowie Boluspor. In dieser Zeit absolvierte er 102 Zweitligapartien und schoss dabei einen Treffer. Dieser fiel am 17. September 2022 für Erzurum bei der 2:3-Auswärtsniederlage gegen Ankara Keçiörengücü.

### Wechsel nach China
Seit dem 15. Februar 2025 steht Estrela nun beim chinesischen Zweitligisten Suzhou Dongwu FC unter Vertrag.

## Nationalmannschaft
Im Oktober 2014 wurde in die portugiesische U-20 Auswahl berufen. Dort gab er sein Debüt am 17. November 2014 in einem Freundschaftsspiel gegen England. Im Mai 2015 wurde er für den Kader der anstehenden U-20-Weltmeisterschaft nominiert und kam beim Turnier in Neuseeland, welches für die Auswahl im Viertelfinale endete, zu drei Einsätzen.
Am 22. September 2020 wurde Estrela dann erstmals zur angolanischen A-Nationalmannschaft einberufen. Er gab sein Debüt am 13. Oktober 2020 beim Testspiel gegen Mosambik (3:0), als er in der Startelf stand und in der 66. Minute ausgewechselt wurde. Im Frühjahr 2024 nahm er mit der Auswahl am Afrika-Cup in der Elfenbeinküste teil und erreichte dort das Viertelfinale, Estrela kam dabei in vier Partien zum Einsatz.

## Erfolge
- Zyprischer Meister: 2016